# Gil Loza
Gil Loza Barba (Tepatitlán de Morelos; 1 de septiembre de 1942-León de Los Aldama; 13 de junio de 2020) fue un futbolista mexicano que jugaba de defensa. Es hermano menor del también defensa Efraín Loza.

## Palmarés

### Títulos nacionales
| Título               | Equipo | País   | Año     |
| -------------------- | ------ | ------ | ------- |
| Copa México          | León   | México | 1966-67 |
| Copa México          | León   | México | 1970-71 |
| Campeón de Campeones | León   | México | 1970-71 |